# Yousif Kuwa Mekki
Yousif Kuwa Mekki (arabisch یوسف كوة مكي; geb. 1945 bei Jebel Miri (Sudan); gest. 31. März 2001 in Norwich) war ein sudanesischer Revolutionär, Rebellenkommandant und Politiker.

## Leben

### Jugend
Yousif Kuwa wurde 1945 bei Jebel Miri geboren, einer Gegend in den Nuba-Bergen in Zentral-Sudan. Als Angehöriger des Clans der Miri wurde er nach seinem Vater „Kuwa“ benannt und nach seinem Großvater „Mekki“. Sein Geburtsdatum ist nicht festgehalten worden. Kuwas Vater war Soldat und die Familie zog oft um, so dass Kuwa ohne Kenntnisse seiner kulturellen Nuba-Zugehörigkeit aufwuchs.

### Früher politischer Aktivismus
Kuwa wurde als Muslim erzogen und hielt sich selbst für einen Araber. Obwohl er ein brillanter Schüler war, kommentierte Kuwas arabischer Schulleiter seine Leistungen zynisch und rechtfertigte, dass es überflüssig sei, Nuba-Kinder zu unterrichten: „Was für einen Sinn macht es, Nubas zu unterrichten, die später als Hausdiener arbeiten werden?“ („What is the use of teaching Nuba, who are going to work as servants in houses?“) Dieser Kommentar änderte den Verlauf von Kuwas Leben. Der rassistische Kommentar brachte Kuwa zu Bewusstsein, dass seine Identität, die eines marginalisierten Nuba war und befeuerte noch revolutionäre Ideen, als er schon Politikwissenschaft an der Universität Khartum studierte.
An der Universität wurde Kuwa stark von den Ideen von Tansanias erstem Präsidenten Julius Nyerere beeinflusst, von der afrikanischen Geschichte des Sudan und der Kultur der Nuba. Zusammen mit anderen Nuba gründete er 1975 die Jugendbewegung „Komolo“, die das kulturelle und politische Bewusstsein unter den Nuba ausbilden sollte. Er fand Arbeit als Lehrer, unterrichtete in Darfur und in den Nuba-Bergen, bevor er 1981 in die Regionalversammlung von Southern Kordofan gewählt wurde.
Im Verlauf des Arbeitens, inmitten seines Volkes, begann Kuwa die wahre Natur des Konflikts im Sudan zu verstehen. Obwohl der Sudan ein Land mit einer multi-rassischen, multi-religiösen und vielsprachigen Gesellschaft ist, spaltete die Politik den Sudan in zwei Lager zwischen den Privilegierten und den Marginalisierten. Kuwa wurde daraufhin von der Regierung in Khartum als Brandstifter gebrandmarkt und war nicht in der Lage, sich als demokratisch gewählter Vertreter für die Rechte des unterdrückten Nuba-Volkes einzusetzen. Er schloss sich dem von John Garang geführten Rebellenaufstand der Sudanesische Volksbefreiungsarmee  an, nachdem er 1984 das Manifest der SPLA gelesen hatte, und der Sudan versank im Bürgerkrieg.

### SPLA-Kommandant und Nuba-Anführer
Zwischen 1985 und 1986 wurde Kuwa zur militärischen Ausbildung nach Äthiopien geschickt. Er wurde dann in die SPLM/SPLA Political-Military High Command berufen und zur weiterführenden politischen und militärischen Ausbildung nach Kuba geschickt.
Nach seiner Rückkehr wurde er Kommandeur der SPLA und belegte den 10. Rang nach John Garang, Kerubino Kuanyin Bol, William Nyuon Bany, Salva Kiir, Arok Thon Arok, Nyaciluk Nyachigak, John Kulang, Riek Machar und Lam Akol. Weitere Mitglieder des SPLA-Oberkommandos waren zu der Zeit James Wani Igga, Daniel Awet Akot und Kuol Manyang Juuk.
Als sich die SPLA-Nasir 1991 von der SPLA trennte, stieg Kuwa im Rang auf, weil er einer derjenigen war, die zu Garangs dominierender Fraktion gehörten.
Kuwa kehrte 1987 in den Sudan zurück und wurde mit einem Bataillon von etwa 1.000 SPLA-Guerillakämpfern beauftragt, die Nuba-Berge zu kontrollieren.
Unter Kuwas Kommando überrannten die SPLA-Truppen 1989 den größten Teil des Nuba-Gebirges. Die Einheimischen empfingen ihn begeistert, da er ihnen das Anliegen der SPLA erläuterte und sie um Zusammenarbeit bat.
Soldaten, die Zivilisten misshandelten, riskierten eine Erschießung und 1990 führte Kuwa, jetzt der von der SPLA ernannte Gouverneur der Nuba-Berge, die Selbstverwaltung ein. Die Nuba durften nun selbst ihre Dorfvorsteher, Bezirksvertreter und Kreisverwalter wählen. Kuwa war bei den Nuba sehr beliebt, die ihn für sein Charisma und seine Weisheit verehrten.
Unfähig, die SPLA in direkten Konfrontationen zu besiegen, richtete das Militär in Khartum seine Gewalt gegen die Zivilbevölkerung und riegelte die Nuba-Berge ab. 16 Jahre lang waren die Nuba unerbittlichen Angriffen der Regierungstruppen ausgesetzt. Kampfflugzeuge bombardierten das Gebiet sporadisch, Hunderte Dörfer wurden beschossen oder niedergebrannt, Tausende wurden getötet und Zehntausende waren einer Hungersnot ausgesetzt.
Angesichts der Verzweiflung des Nuba-Volkes berief Kuwa 1992 ein Advisory Council ein und forderte die Vertreter auf, zu entscheiden, ob sie den Befreiungskrieg fortsetzen oder sich der Regierung ergeben wollten. Nach zwei Tagen hitziger Debatten stimmte der Rat dafür, den bewaffneten Kampf fortzusetzen. Im Jahr 1994 stieg Kuwas politischer Stern innerhalb der SPLM/A, als er in allen Gebieten unter der Kontrolle der SPLA ein National Liberation Council (Nationaler Befreiungsrat) organisierte und leitete, welches für die Einrichtung von Zivilverwaltungen stimmte, ähnlich derer, welche Kuwa in den Nuba-Bergen eingeführt hatte.
Die Isolation der Nuba war eine von Kuwas größten Sorgen und er kämpfte darum, der Nuba-Bevölkerung humanitäre Hilfe der Vereinten Nationen zukommen zu lassen. 1994 landete das erste Flugzeug heimlich im von der SPLA kontrollierten Teil der Nuba-Berge. Journalisten und Menschenrechtsaktivisten begannen, die Gräueltaten gegen die Nuba-Bevölkerung aufzudecken. Unterdessen half Kuwa bei der Gründung der Nuba Relief, Rehabilitation and Development Organization (NRRDO), einer humanitären Organisation. Mehrere internationale NGOs erklärten sich bereit, die Organisation zu unterstützen, aber die Hilfen, welche das NRRDO mobilisieren konnte, entsprachen nie den enormen Bedürfnissen der Nuba.

## Tod
Bei Yousif Kuwa wurde 1998 Prostatakrebs diagnostiziert und er starb am 31. März 2001, während er in Norwich, England, behandelt wurde. Er starb, bevor das Naivasha-Abkommen (Comprehensive Peace Agreement) unterzeichnet wurde, welches den Südsudan-Konflikt beendete.
Obwohl die SPLM/A von Christen dominiert wurde, blieb Kuwa lebenslang Moslem. Das Yousif Kuwa Teachers Training Institute (YKTTI) wurde in den Nuba-Bergen mit Unterstützung der Koinonia Community gegründet und nach Kuwa benannt.
Yousif Kuwa hinterließ seine Frauen Fatuma, Hannan und Ummasar.